# 宮城県登米高等学校
宮城県登米高等学校（みやぎけん とめこうとうがっこう）は、宮城県登米市登米町寺池にある県立高等学校。

## 設置学科
全日制 普通科（3クラス）…文系Aコース（5教科をまんべんなく学習）、文系Bコース（英語・国語・社会科を重点的に学習、大学進学希望者向き）、理系Cコース（数学および理科を重点的に学習）

### 過去の学科
全日制 商業科 （1970 - 2017年）

## 校訓
- 「誠実」「勤勉」「進取」

教育目標
- 生徒の志望を達成させる教育
- 社会人として自立できる人間づくり
- 生徒・父母・地域から信頼される学校づくり

## 沿革
- 1920年（大正9年） - 宮城県登米町立実科高等女学校として設立
- 1927年（昭和2年） - 宮城県に移管され、宮城県登米高等女学校へ改称
- 1929年（昭和4年） - 現校地へ校舎を新築移転
- 1948年（昭和23年） - 宮城県登米高等学校へ改称
- 1949年（昭和24年） - 共学化
- 1964年（昭和39年） - 体育館竣工、翌年に図書館改装およびテニスコート竣工
- 1969年（昭和44年） - テニスコート移転、プール竣工
- 1970年（昭和45年） - 創立50周年。商業科を設置
- 1973年（昭和48年） - 天体観測ドーム竣工
- 1979年（昭和54年） - 木造校舎解体、翌年新校舎竣工
- 1981年（昭和56年） - 創立60周年記念式典
- 1985年（昭和60年） - 新体育館落成
- 1990年（平成2年） - 創立70周年記念式典
- 1991年（平成3年） - プールろ過装置改修、2年のちにプール改修
- 1997年（平成9年） - 機械警備開始
- 2000年（平成12年） - 創立80周年記念・体育館へグランドピアノの寄付
- 2015年（平成27年） - 宮城県登米総合産業高等学校開校に伴い、商業科が募集停止
- 2017年（平成29年）3月 - 商業科閉科

### 統合
登米高校の商業科と上沼高校、米山高校、米谷工業高校を統合した新しい高校 として、『宮城県登米総合産業高等学校』が上沼高校の校地に2015年度に開校した。

## 部活動
- 運動部 
  - ソフトテニス部（男女）、バスケットボール部（男女）、陸上競技部、硬式野球部、バドミントン部（男女）、カヌー部（男女）
- 文化部   
  - 美術部、茶華道部、吹奏楽部、写真部、情報文化部、軽音楽部

## 交通
- JR東日本柳津駅から北上川に沿って3キロほど北上した西岸にある。

## 主な卒業生
- 折腹祐樹 - 元バスケットボール選手
- 久保和憲 - 山形交響楽団 首席チューバ奏者 桐朋学園大学講師[2]